# Eocenchrea feretria
Eocenchrea feretria är en insektsart som beskrevs av Ronald Gordon Fennah 1969. Eocenchrea feretria ingår i släktet Eocenchrea och familjen Derbidae. Inga underarter finns listade i Catalogue of Life.